# الأملح
الأملح قرية سعودية، ومركز يتبع محافظة رنية بمنطقة مكة المكرمة. تقع غرب مدينة رنية بمسافة نحو (19) كم.

## نبذة
تقع الأملح غرب محافظة رنية على ضفاف وادي سبيع، عرفت الأملح وسكنت قبل رنية بوقت كبير. تشتهر الأملح كجارتها رنية بزراعة النخيل وتربية الإبل. يسكن الأملح المشاعبة والصنادلة من سبيع ومعهم أبناء عمومتهم آل عمير وأيضا الروبة والمحمدية، ولهم وجود في قرى وهجر بجوار الأملح مثل: النغر والصدر والجرثمية والحجرة والفجانة والجمدة وغيرها.

## السكان
يبلغ عدد سكان مركز الأملح 20 ألف نسمة تقريبا.

## التاريخ
عرفت الأملح وسكنت قبل رنية بزمن، وذلك لما يتميز به موقعها الجغرافي من مميزات عديدة ومنها أنها تقع على ضفة وادي سبيع من جهة الشمال وتحوطها من الشرق والشمال الغربي شعبان منها غثران والبحرة، وخلف هذه الشعبان تمتد من شمال شرقها سلسلة جبال الكور حتى جنوب شرقها، وبحسب التواريخ يقدر أنها سكنت عام 100_200 ميلادي.